# Acer huangpingense
Acer huangpingense é uma espécie de árvore do gênero Acer, pertencente à família Aceraceae.